# Teinopodagrion depressum
Teinopodagrion depressum är en trollsländeart som beskrevs av De Marmels 2001. Teinopodagrion depressum ingår i släktet Teinopodagrion och familjen Megapodagrionidae. Inga underarter finns listade i Catalogue of Life.